# Strzałkowo (Groot-Polen)
Strzałkowo is een dorp in het Poolse woiwodschap Groot-Polen, in het district Słupecki. De plaats maakt deel uit van de gemeente Strzałkowo en telt 4953 inwoners.

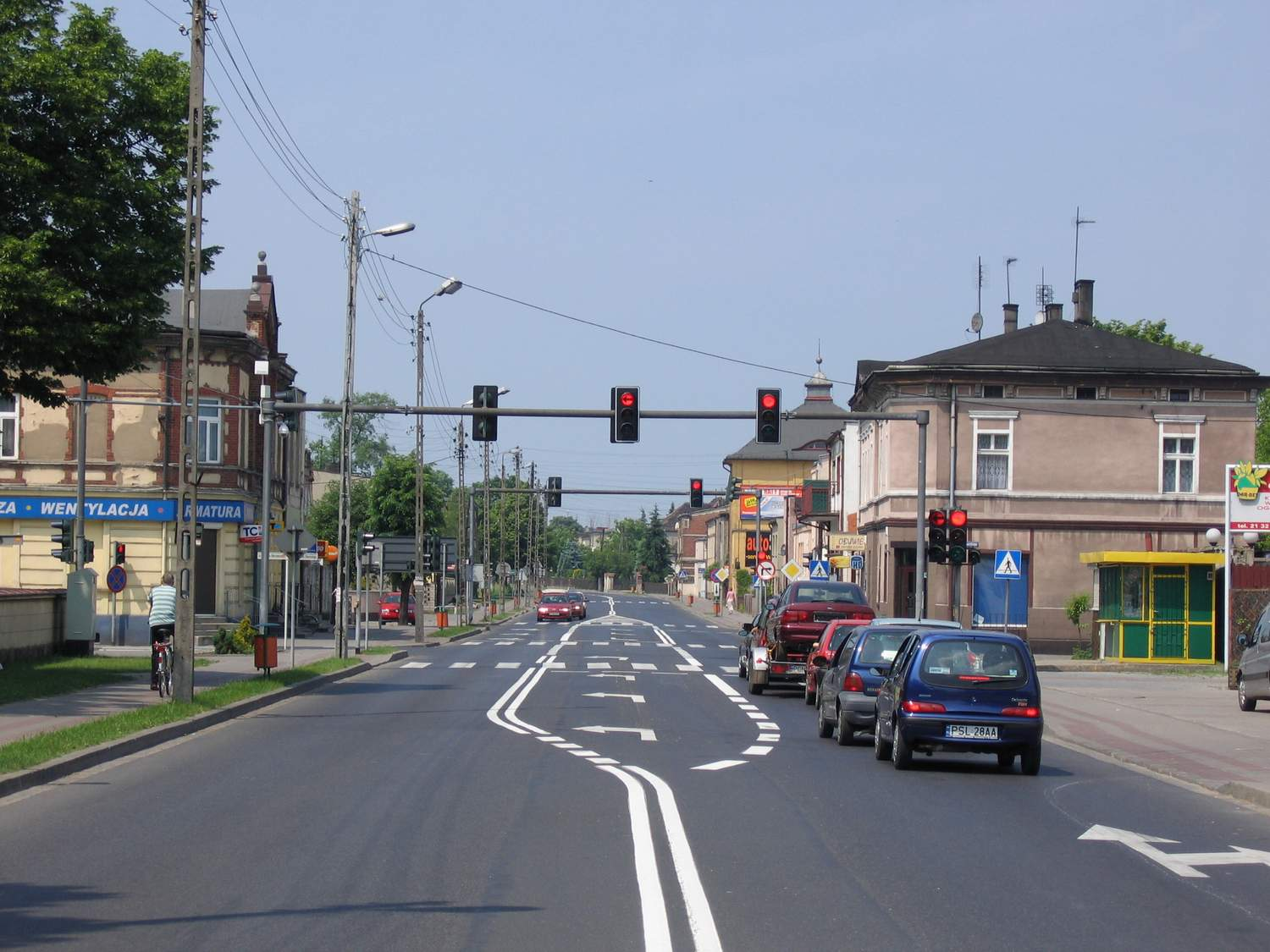
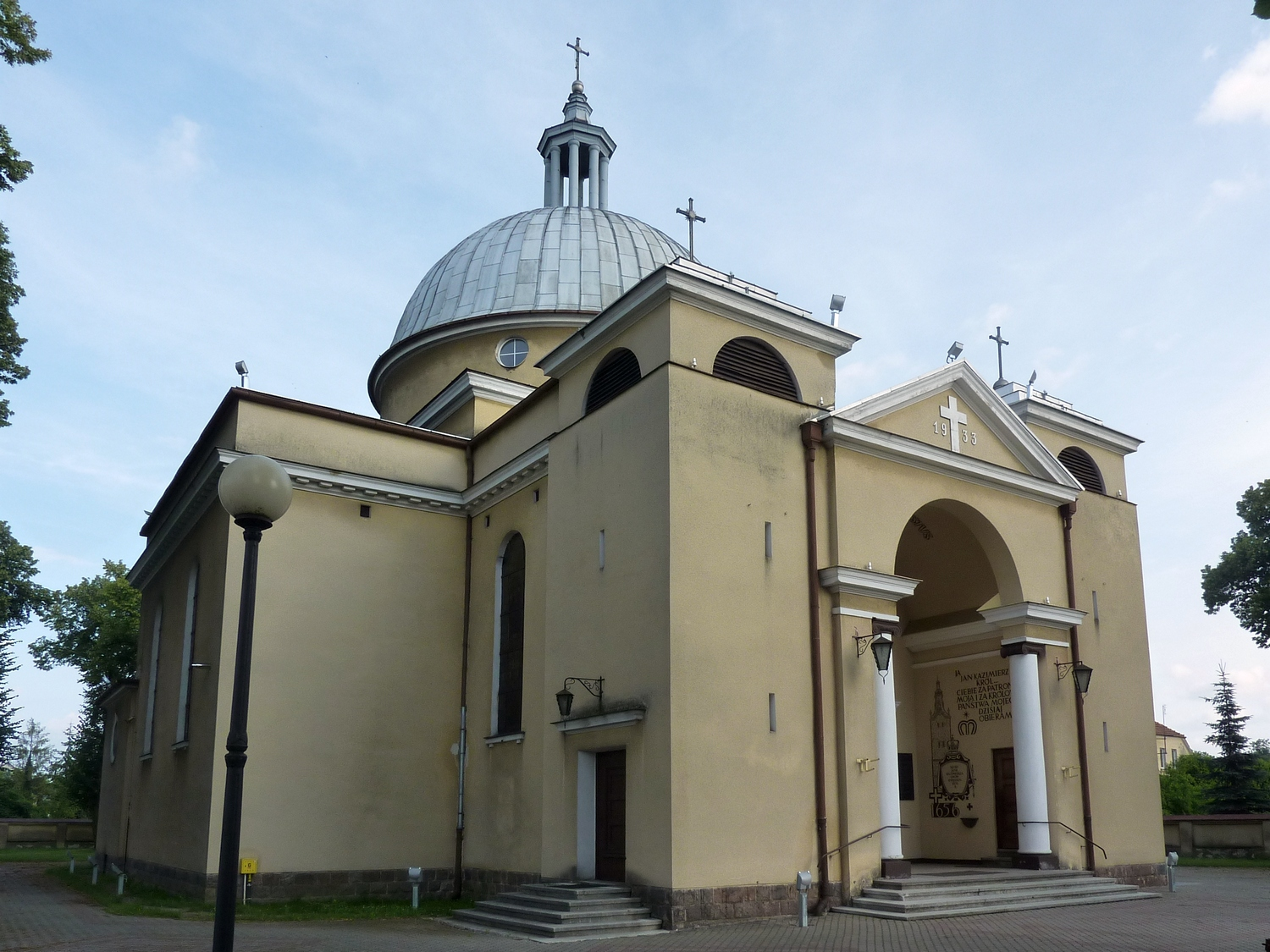
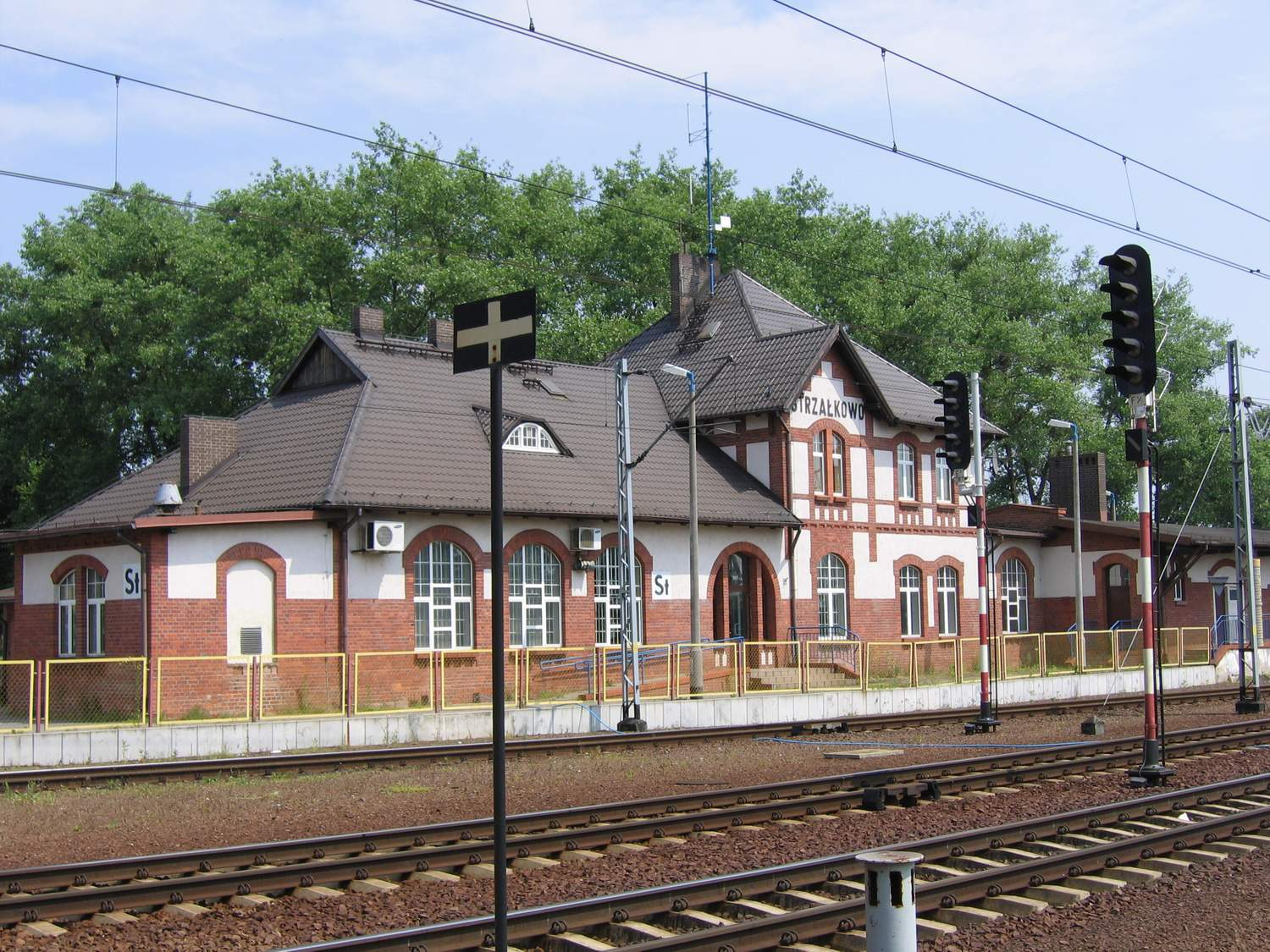